# Chronologie des faits économiques et sociaux dans les années 1550
Chronologie de l'économie
Années 1540 - Années 1550 - Années 1560

## Événements
- Vers 1550 :
  - apparition des premiers hauts-fourneaux en France. La France possède treize fonderies de canons à la fin du siècle[1].
  - la noblesse possède 22 % du sol en Suède (70% vers 1650)[2].
- Vers 1550-1560 :
  - Gênes devient la ville la plus dynamique du monde, « le pôle de l'économie monde » (Braudel) jusque vers 1590-1610, remplaçant Anvers[3].
  - production d’eau-de-vie en Saintonge pour l’exportation vers les Pays-Bas[4].
- 1551-1556 : les importations françaises, en valeur, abstraction faite des importations de métaux précieux, se composent pour 54,3 % de soie et de draps, pour 20,8 % d’armes, de métallurgie et de métaux, pour 8,1 % d’épices, de sucre et d’alun. La France exporte des produits à faible valeur ajoutée (grains, sel, vin, draps, toiles). La balance commerciale est excédentaire mais les échanges sont insignifiants comparés à l’énorme produit brut d’une agriculture autoconsommatrice dont vit 80 % de la population[5],[4].

- 1552-1558 : 6 000 000 de livres de taille sont levées chaque année en France. La taxe sur les clochers levée au printemps 1552 rapporte 6 900 000 livres pour financer la guerre[6]. L’armée française, forte de 40 000 hommes en 1552, compte une infanterie dominante. Les pistolets font leur apparition dans l’armement[7].

- 1554-1555 : ouverture des premiers cafés d'Europe à Constantinople[8].
- 1555 : 
  - le roi de France Henri II a recours à l’emprunt (rentes perpétuelles sur l’Hôtel de ville de Paris, Grand Parti de Lyon[9], à 20 % d’intérêt pour un amortissement sur 10 ans).
  - les Pays-Bas fournissent 1,2 milliard de maravédis, votés par les États généraux, à Charles Quint[10].
  - introduction par le sévillan Bartolomé de Medina en Nouvelle-Espagne d'un procédé d'extraction de l'argent par amalgamation au mercure[11], appliquée au mines de Potosí à partir de 1571[12] ; l'afflux d'argent du Nouveau Monde vers l'Espagne passe à 30 tonnes annuelles de 1551 à 1560, puis à 94 tonnes annuelles entre 1561 et 1570[13].
  - réorganisation de l’administration locale et du système fiscal en Russie au détriment des boyards qui sont privés des taxes qu’ils avaient le droit de prélever sur les impôts collectés par eux pour le tsar[14].
- 1556 :
  - début de la politique de plantation (confiscation des terres au profit d’immigrants anglais ou écossais) dans le sud de l’Irlande[15].
  - Charles Quint a emprunté près de 16 milliards de maravédis durant son règne : 1/3 de 1516 à 1541, 1/3 de 1543 à 1551 et 1/3 de 1552 à 1556. 6,6 milliards viennent d’Italie (dont la moitié après 1552), 4,87 d’Allemagne, 2,2 d’Espagne, 1 de Flandre et 1,2 d’Anvers. La dette accumulée représente 10 années de rentrées fiscales. Son accroissement après 1543 et 1551 est révélateur des difficultés politiques et militaires[16].
  - impôt sur les boissons en Basse-Autriche (Tranksteuer)[17].
  - introduction de la culture du tabac en France par le moine cordelier Angoumois André Thevet de retour du Brésil[18].
- 1557 :
  - la couronne d’Espagne est en cessation de paiements. Le capitalisme familial allemand s'effondre. Les marchands italiens, notamment génois, prennent le relais à partir de 1558. La balance des échanges entre Italie et Allemagne est au bénéfice du Sud[19].
  - la petite noblesse de Bohême compte 1445 familles ; décimées par les guerres et les épidémies elles ne sont que 1120 en 1596, 1040 en 1615, pour tomber à 625 vers 1650 ; le nombre des familles seigneuriales passe de 182 à 278 de 1557 à 1615[20],[21].
- 1558 : 
  - banqueroute partielle en France[22]. Henri II de France réduit le taux d’intérêt des rentes. La mesure provoque la panique sur les marchés boursiers. Faillite du Grand Parti de Lyon[23].
  - le sultan ottoman écrit au tsar pour lui recommander des marchands turcs qui vont à Moscou acheter des pelleteries[24]. Des marchands grecs, tartares, valaques, arméniens, perses et turcs fréquentent la ville. Soldats, artillerie et blé descendent la Volga. Sel et esturgeons séchés la remontent[25].
  - Adresse au roi d’Espagne pour que les monnaies ne sortent pas du royaume, de Luis Ortiz[26].
  - Enquête sur la chute du change de Thomas Gresham, qui reprend la loi selon laquelle « la mauvaise monnaie chasse la bonne »[27].
- 1559 : 
  - la diète d'Augsbourg[28] rend obligatoire l'usage de la monnaie impériale dans tous les paiements, tentative de bâtir une unité monétaire en Allemagne[29].
  - 90 000 pièces de draps anglais sont amenées à Anvers[30].
  - introduction de la tulipe en Autriche et en Allemagne par la Turquie. Elle est mentionnée à Augsbourg par Conrad Gessner en 1559[31].

- Un mois est nécessaire pour traverser la France du nord au sud et trois semaines et demie d’est en ouest. Les forêts couvrent encore un tiers du territoire[32].

- Diminution de l’élevage des chevaux à Chypre au profit des mules et mulets[30].
- Prospérité commerciale de Smyrne, à l’extrémité des routes terrestres d’Asie Mineure[30].

- La flotte turque de Méditerranée, compte tenu des corsaires barbaresques, comprend 200 galères. Venise arme environ 150 galères, la plus grande flotte de Méditerranée après la turque. L’Espagne possède 50 galères, le pape 30, Andrea Doria 50, la France alliée aux Turcs, 30 à 40.

## Démographie
- 65 millions d’habitants en Europe. 
  - La France compte 19,5 millions d’habitants (frontières actuelles). Paris, Lyon, Rouen, Toulouse et Marseille dépassent 20 000 habitants. 30 000 habitants à Marseille en 1554.
  - La population anglaise passe de trois à dix millions d’habitants entre 1550 et 1815.
- Les Indes comptent 100 millions d’habitants.